# Joachim Spremberg
Joachim Richard Julius Gustav Spremberg (ur. 3 listopada 1908 w Berlinie, zm. 6 lipca 1975 w Berlinie Zachodnim) – niemiecki wioślarz, złoty medalista olimpijski.
Wystąpił na igrzyskach olimpijskich w Los Angeles w 1932, gdzie Niemcy w składzie: Hans Eller, Horst Hoeck, Walter Meyer, Joachim Spremberg i Carlheinz Neumann (sternik) zdobyli złoty medal w czwórkach ze sternikiem. W finale o 0,2 sekundy wyprzedzili Włochów i o ponad 7 sekund Polaków. Był to jego jedyny start olimpijski.
Ponadto był mistrzem kraju w tej samej konkurencji w latach 1931 i 1933.